# Тургунов Тулкунбай Бултуралійович
Тургунов Тулкунбай Бултуралійович (узб. Toʻlqinboy Turgʻunov; 6 лютого 1977, Іллічівськ, Узбецька Радянська Соціалістична Республіка) — узбецький боксер, призер чемпіонату світу та Азійських ігор, чемпіон Азії серед аматорів.

## Аматорська кар'єра
Тулкунбай Тургунов — чотириразовий чемпіон Узбекистану (1997—2000) в напівлегкій вазі.
1997 року став чемпіоном Азії, а на чемпіонаті світу, здобувши дві перемоги, в тому числі в 1/16 фіналу над Овідіу Бобирнатом (Румунія), в чвертьфіналі програв Іштвану Ковачу (Угорщина) — 1-17.
1998 року на Кубку світу переміг Рамазана Паліані (Туреччина) і Джеймса Свена (Австралія), а в фіналі програв Сомлук Камсінг (Таїланд) — 4-8.
На Азійських іграх 1998 здобув дві перемоги і вийшов до фіналу, в якому знов програв Сомлук Камсінг — 3-8.
1999 року Тулкунбай Тургунов став чемпіоном Азії, а на чемпіонаті світу переміг чотирьох суперників, в тому числі Сомлук Камсінг (Таїланд) у чвертьфіналі й Овідіу Бобирната (Румунія) в півфіналі, а в фіналі програв Рікардо Хуаресу (США) — 2-13 і отримав срібну медаль.
На Олімпійських іграх 2000 Тургунов у першому бою переміг Кассіма Напа Адама (Уганда) — 12-3, а в другому — програв Сомлук Камсінг — 2-7.
На чемпіонаті світу 2001 Тургунов брав участь в категорії до 60 кг і здобув дві перемоги, в тому числі в 1/8 фіналу над Сомлук Камсінг — 13-9, а в чвертьфіналі програв Олександру Малетіну (Росія) — AB 2.